# Agencia de Calidad de la Educación
La Agencia de Calidad de la Educación de Chile es una de las agencias creadas por la Ley de Aseguramiento de la Calidad (Ley N ° 20.529) de 2011 que perfecciona el sistema escolar. La Agencia de Calidad de la Educación es un servicio público, funcionalmente descentralizado, con consejo exclusivo, dotado de personalidad jurídica,  patrimonio propio y que se relaciona con el presidente de la República por medio del Ministerio de Educación.
Empezó a operar en octubre del 2012 y su primer secretario ejecutivo fue Sebastián Izquierdo Ramírez. En noviembre de 2022 asume la secretaría ejecutiva Gino Cortez Bolados, Psicólogo educacional de la Universidad del Desarrollo.

## Historia
El año 2006, producto de la denominada Revolución Pingüina, la educación pasó a ser un tema prioritario del Gobierno de Chile, por lo que se creó el Consejo Asesor Presidencial de la Educación. A partir del trabajo realizado por dicho Consejo y por el Comité técnico-legislativo se hizo un “Acuerdo por la  Calidad de la Educación” que fue firmado por los presidentes del Partido por la Democracia, de Renovación Nacional, del Partido Socialista, de la Unión Demócrata Independiente, de la Democracia Cristiana y del Partido Radical. Este acuerdo incluía el proyecto de la Ley General de Educación (LGE) y el proyecto denominado Sistema de Aseguramiento de la Calidad de la Educación. La ley del Nuevo Sistema de Aseguramiento de la Calidad fue promulgada el 11 de agosto de 2011.

## Funciones
1.- Evaluar logros de aprendizaje: La Agencia evaluará los logros de aprendizaje de los alumnos en cuanto al cumplimiento de estándares. Estos son elaborados por el Mineduc y aprobados por el Consejo Nacional de Educación. También se incluyen otros indicadores de calidad educativa, que considerarán aspectos relacionados -por ejemplo- con la convivencia escolar. La medición se realizará con instrumentos y procedimientos estandarizados, a través del Simce y sus cuestionarios, entre otros.
2.- Ordenar los establecimientos según los resultados de aprendizaje y otros indicadores de calidad educativa: Esta ordenación no sólo considera los resultados de las evaluaciones de los estándares de aprendizaje y los otros indicadores de calidad, sino que también características de los alumnos que no dependen del establecimiento, como su nivel de vulnerabilidad. De esta forma los colegios serán comparados con otros que se encuentren en una situación similar. Lo que busca es focalizar el trabajo de la Agencia, para que se concentre, con mucha más fuerza, en los establecimientos que tienen grandes deficiencias y los apoye para salir adelante. Ese apoyo será a través de la autoevaluación y a través de la visita inspectiva de la Agencia.
Los establecimientos serán ordenados en cuatro categorías:
- Desempeño Alto.
- Desempeño Medio.
- Desempeño Medio-bajo.
- Desempeño Insuficiente.

Si un establecimiento es catalogado durante cuatro años consecutivos con desempeño insuficiente, el Mineduc revocará el reconocimiento oficial al término del año escolar, informando a la comunidad educativa de la resolución y entregando a los padres 30 opciones de establecimientos cercanos para que elijan la mejor opción. Los apoderados podrán optar a un subsidio de transporte para trasladar a sus hijos.
3.- Realizar evaluaciones de desempeño a los establecimientos educacionales, directores y sostenedores: Estas serán realizadas a través de requerimientos de información, visitas evaluativas en terreno y otros métodos como focus groups o entrevistas. Con el propósito de dar orientaciones para los planes de mejoramiento educativo y promover una mejora continua de la calidad de la educación, la evaluación será entregada en un informe público que determinará las fortalezas y debilidades y dará sugerencias para mejorar. De esta forma se realizarán evaluaciones integrales a los establecimientos para asegurar la calidad de la educación.
4.- Proporcionar información a la comunidad: Los resultados de las evaluaciones y la categorización de los establecimientos serán de público conocimiento. Se entregará un informe escrito a los sostenedores y al equipo directivo de cada establecimiento. También los padres y apoderados conocerán la situación del colegio. Todos estos datos estarán disponibles en la página web de la Agencia de Calidad de la Educación.